# Prionyx
Prionyx är ett släkte av bin. Prionyx ingår i familjen grävsteklar.

## Bildgalleri

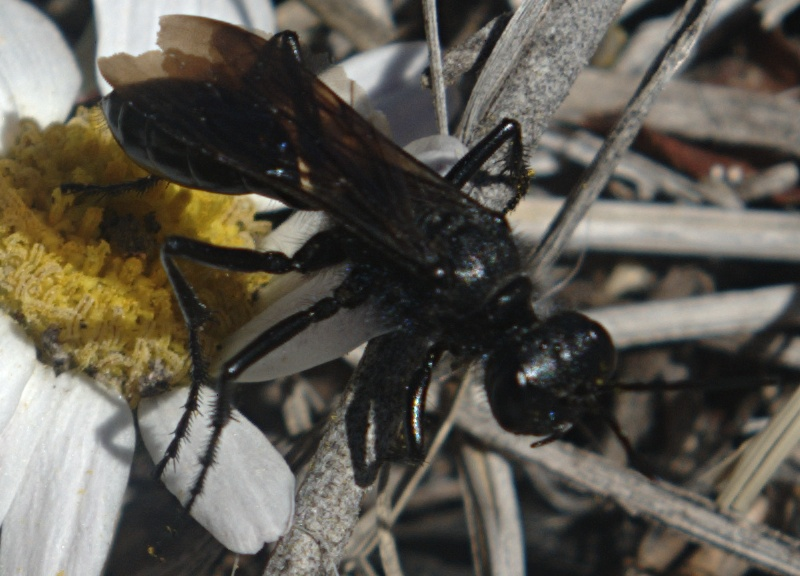
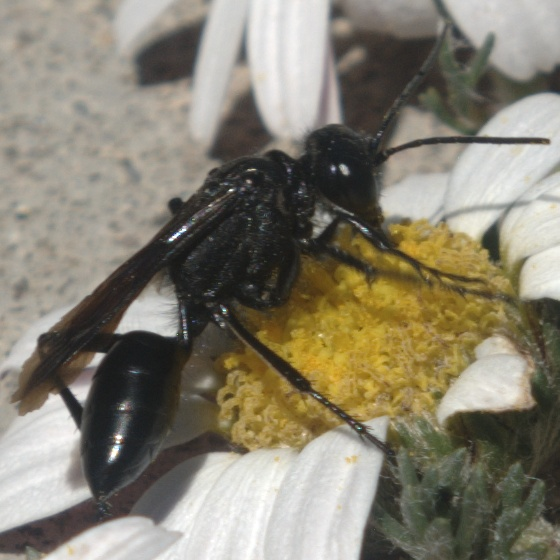
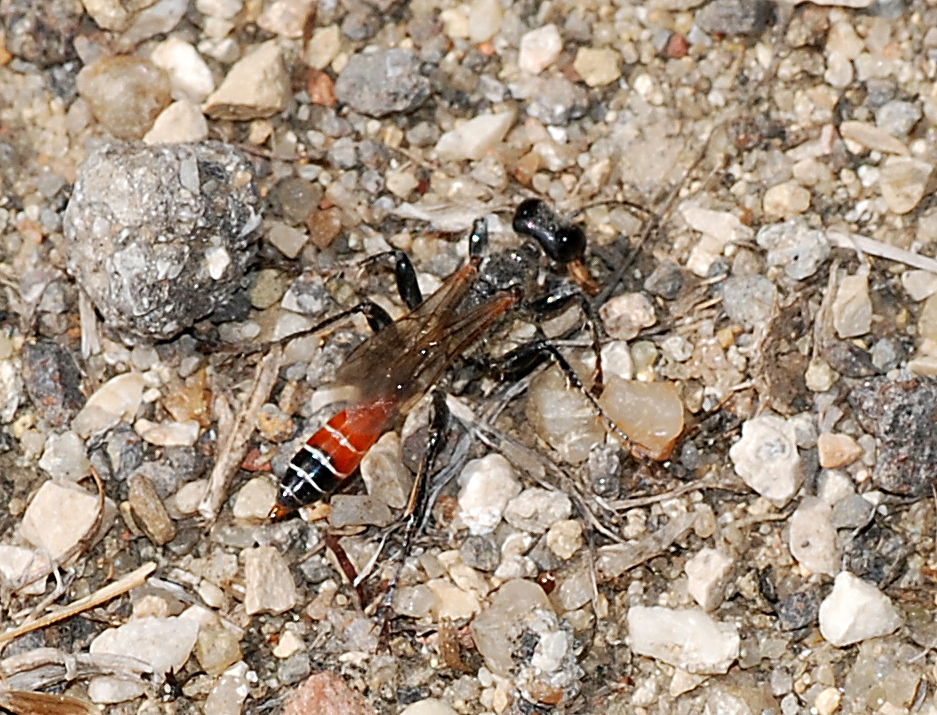

## Dottertaxa tillPrionyx, i alfabetisk ordning[1]
- Prionyx afghaniensis
- Prionyx atratus
- Prionyx bifoveolatus
- Prionyx binghami
- Prionyx canadensis
- Prionyx chilensis
- Prionyx chobauti
- Prionyx crudelis
- Prionyx damascenus
- Prionyx elegantulus
- Prionyx erythrogaster
- Prionyx fervens
- Prionyx foxi
- Prionyx fragilis
- Prionyx funebris
- Prionyx globosus
- Prionyx gobiensis
- Prionyx guichardi
- Prionyx haberhaueri
- Prionyx herrerai
- Prionyx indus
- Prionyx insignis
- Prionyx judaeus
- Prionyx kirbii
- Prionyx kurdistanicus
- Prionyx leuconotus
- Prionyx lividocinctus
- Prionyx macula
- Prionyx melanotus
- Prionyx neoxenus
- Prionyx nigropectinatus
- Prionyx niveatus
- Prionyx notinitidus
- Prionyx nudatus
- Prionyx parkeri
- Prionyx persicus
- Prionyx popovi
- Prionyx pseudostriatus
- Prionyx pumilio
- Prionyx radoszkowskyi
- Prionyx reymondi
- Prionyx saevus
- Prionyx semistriatus
- Prionyx senegalensis
- Prionyx senilis
- Prionyx sennae
- Prionyx simillimus
- Prionyx sirdariensis
- Prionyx songaricus
- Prionyx stschurowskii
- Prionyx subatratus
- Prionyx subfuscatus
- Prionyx sundewalli
- Prionyx thomae
- Prionyx trichargyrus
- Prionyx viduatus
- Prionyx vittatus
- Prionyx xanthabdominalis
- Prionyx zarudnyi